# Coret de Oelhacrestada
El Coret de Oelhacrestada, Coret d'Oelhacrestada, Coll de Crestada o Coret de Uelhicrestada, és una collada que es troba en límit dels termes municipals de la Vall de Boí (Alta Ribagorça) i de Naut Aran (Vall d'Aran), situada en el límit del Parc Nacional d'Aigüestortes i Estany de Sant Maurici i la seva zona perifèrica.
El nom prové de la «la forma Güellicrestada. Vol dir alta collada».

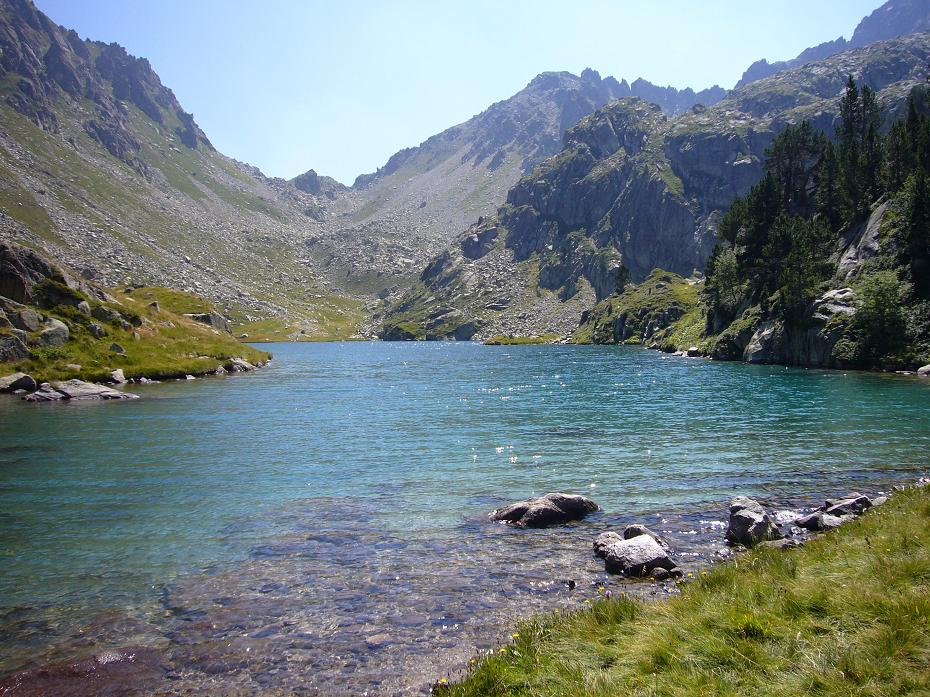
Coret de Oelhacrestada vist des de l'Estanh deth Cap deth Pòrt

El coll està situat a 2.474 metres d'altitud, en la cresta de la Serra de Tumeneia, entre el Tuc de Monges (OSO) i el Montardo Petit (N), comunica l'occidental vall de Valarties amb l'oriental Capçalera de Caldes.

## Rutes
Destaquen tres camins per arribar al coll:
- Des del Refugi de la Restanca via Estanh deth Cap deth Pòrt. Aquest tram coincideix amb el GR 11.18, i també amb la ruta normal de l'etapa de la travessa Carros de Foc que uneix els refugis Joan Ventosa i Calvell i de la Restanca.
- Des del Refugi Joan Ventosa i Calvell hi ha quatre variants, depenent per quines ribes es voregin els diferents estanys del recorregut. La variant més habitual passa entre els estanys de Travessani i Clot, després entre els de Mangades i Monges. Aquesta ruta coincideix amb l'altre tram de l'etapa de la travessa Carros de Foc que uneix els dos refugis.
- Des del Port de Caldes pel sud de l'Estany del Port de Caldes, coincidint amb el GR 11.18.